# Deppenhausen

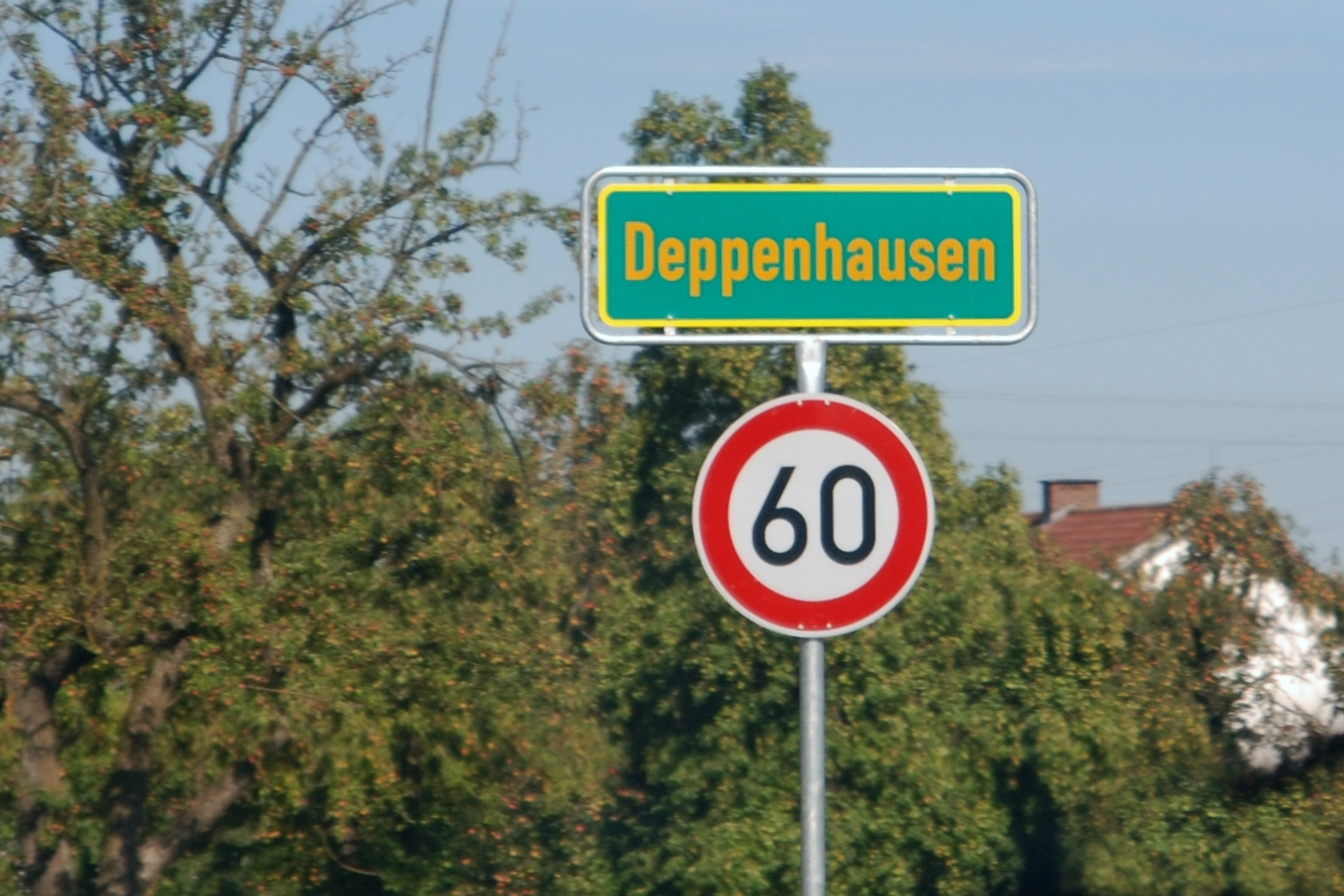
Ortshinweisschild von Deppenhausen

Deppenhausen ist ein Stadtteil von Ehingen im Alb-Donau-Kreis in Baden-Württemberg. 
Der Weiler liegt circa drei Kilometer südwestlich von Ehingen. Durch den Ort führt die Bundesstraße 311.

## Geschichte
Deppenhausen wird 1396 erstmals urkundlich erwähnt, damals noch unter dem Namen Dappenhausen. Rund 200 Jahre später wurde daraus der heutige Name.
1972 wurde Deppenhausen als Ortsteil von Kirchen zu Ehingen eingemeindet.